# Саамська кухня

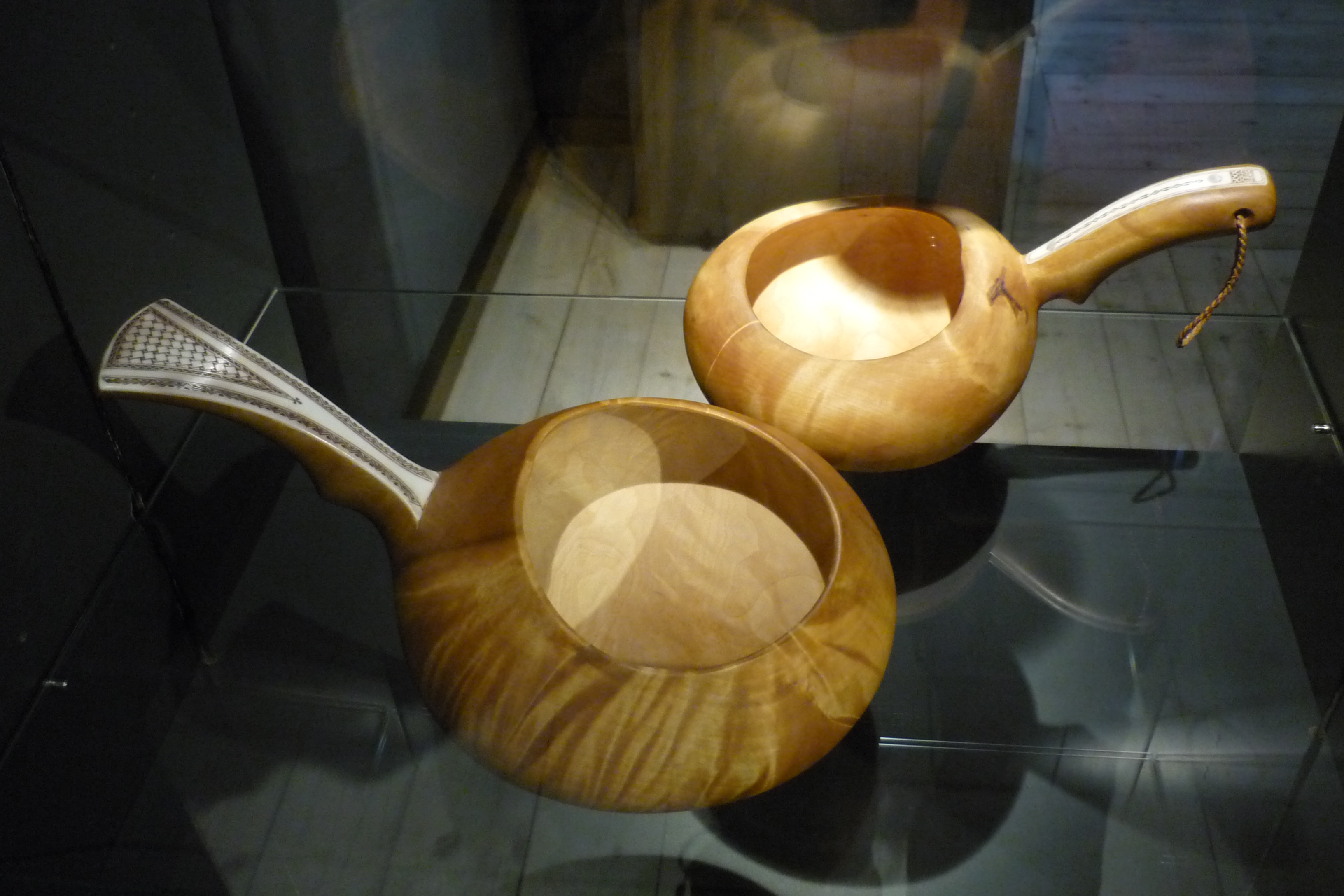
Саамська молочна чаша

Саамська кухня — це кухня саамського народу території Саамія, яка охоплює Норвегію, Швецію, Фінляндію та Росію. Традиційна кухня кожного регіону та області має свої індивідуальні характерні властивості.

## Продукти харчування

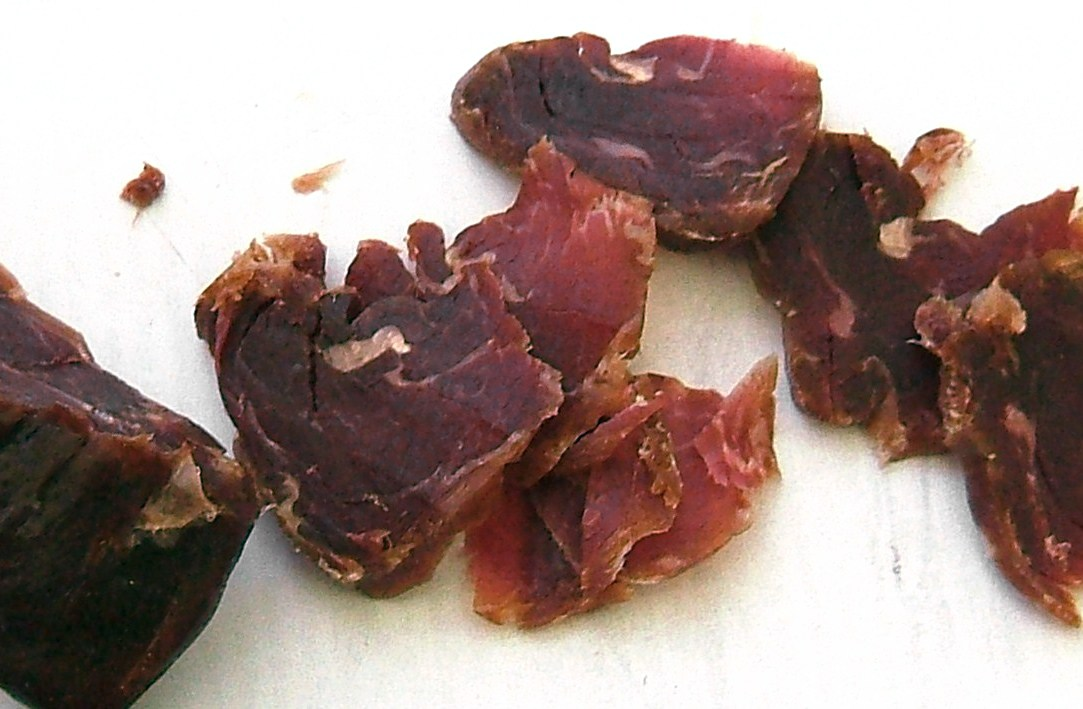
Сушене м'ясо оленя

Їжа саамів здавна складалася з м'яса (взимку) і риби (влітку). У більш далекому минулому, коли велику роль в господарстві грало полювання, в їжу йшло м'ясо дикого оленя і рідше — ведмедя. Вживання в їжу ведмежого м'яса було характерно переважно для саамів лісосмуги. Ведмідь вважався священною твариною. У лопарів, як і у багатьох інших народів Півночі, існував цілий ритуал, пов'язаний з полюванням і поїданням м'яса ведмедя. Ведмеже м'ясо вважалося ласощами. У Кольських саамів в кінці XIX століття свято ведмедя, мабуть, було уже в значній мірі забуто. Є навіть вказівки, що з вбитого ведмедя знімали шкуру, а м'ясо кидали в лісі, вважаючи його «поганим», непридатним.
До кінця XIX століття, у зв'язку зі скороченням розмірів мисливського промислу, основним джерелом м'ясної їжі стало домашнє оленярство. М'ясо оленя вживали в вареному, в'яленому, замороженому або рідше — в солоному вигляді. Про вживання сирого м'яса відомостей майже немає. С. Герберштейн на початку XVI століття повідомляє про те, що серед лопарів починає поширюватися звичай варіння їжі і, що вони вже вважають за краще їсти не сире, а трохи «просмажене» м'ясо (Герберштейн, 1908. С. 190). В кінці XIX — початку XX століття з оленини найчастіше варили суп, додаючи туди трохи житнього борошна, солі і тертих ягід (вороники і морошки), причому під час їжі спочатку з'їдали м'ясо, а потім випивали бульйон.
В'ялене м'ясо заготовляли про запас, на зиму. Для цього м'ясо нарізали смугами і підвішували над вогнем. Іноді в'ялили прямо на повітрі. Таке м'ясо вважалося більш смачним. Особливо любили лопарі в'ялену оленячу грудинку. Шматки в'яленого м'яса, пересипані сіллю, зберігали в особливих кошиках.
Крім в'яленого, саами здавна вживали в їжу також і сире заморожене м'ясо, яке для їжі нарізали тонкими скибочками. Це так звана струганина, відома у багатьох північних оленярських народів. Про вживання саамами подібного, «витриманого на морозі», м'яса згадував ще І. Шеффер (Scheffer, 1 675). Тому не можна погодитися з твердженням деяких авторів, що ця страва запозичена лопарями від комі-іжемців, що з'явилися на Кольському півострові тільки в кінці XIX ст. Солили оленину саами рідко — тільки в тому випадку, якщо навесні або восени з якої-небудь причини доводилося заколювати оленя.